# 老姓
「老」姓，是中國的一個罕見姓氏。

## 起源
一说黄帝子孙老童后代。
一说春秋宋国司马老佐后代。

## 名人
- 老炎若（1883—1966），制造设计发明家[1]
- 阿老（1920—2015，原名老宪洪），画家[2]
- 老慕貞，香港女新聞報道員（見前亞視新聞人員列表）

## 延伸阅读
[在维基数据编辑]
 《欽定古今圖書集成·明倫彙編·氏族典·老姓部》，出自陈梦雷《古今圖書集成》